# Pittosporum rigidum
Pittosporum rigidum är en tvåhjärtbladig växtart som beskrevs av Joseph Dalton Hooker. Pittosporum rigidum ingår i släktet Pittosporum och familjen Pittosporaceae. Utöver nominatformen finns också underarten P. r. majus.